# Youssef Mohamad
Youssef Wasef Mohamad (arabe : يوسف واصف محمد), né le 1er juillet 1980 à Beyrouth au Liban, est un footballeur international libanais évoluant au poste de défenseur.

## Biographie
Ce défenseur est un international libanais. Il tient une place d'irremplaçable aussi bien dans l'équipe nationale où il est souvent capitaine, que dans son club du FC Cologne (D1 allemande). Il tient le numéro 3 dans son club et dans l'équipe nationale, c'est un des joueurs libanais qui réussit le mieux à l'étranger.
Le 21 août 2010, il devient le joueur le plus rapidement expulsé de l'histoire de la Bundesliga, après seulement 82 secondes de jeu contre le FC Kaiserslautern.

## Palmarès
Olympic Beyrouth
- Championnat du Liban (1) :
  - Champion : 2002-03.

- Coupe du Liban (1) :
  - Vainqueur : 2002-03.